# Still D.R.E.
Still D.R.E. è una canzone incisa dal rapper statunitense Dr. Dre con la partecipazione di Snoop Dogg (intro, ritornello e outro) e Jay-Z (ghostwriting). La canzone è stata pubblicata il 13 ottobre 1999 come primo singolo tratto dall'album 2001.

## Descrizione
È considerata una delle più belle canzoni nel panorama dell'hip-hop, nonché una delle più note della storia del rap. Il tema portante è il ritorno di Dr. Dre sulle scene hip-hop e il suo ruolo fondamentale nella storia del rap. L’intera traccia fu scritta dal rapper Jay-Z. La base della canzone deriva da un riff di pianoforte composto dal produttore discografico Scott Storch.

## Composizione
Il brano viene eseguito con un tempo di 93,4 battiti per minuto, con ciascuno dei tre versi che durano sedici barre ed ogni coro che dura otto barre. Il brano annuncia trionfante il ritorno di Dre alla ribalta della scena hip-hop. Ha debuttato al numero 93 sulla Billboard Hot 100. È stato più di successo nel Regno Unito, dove ha raggiunto la sesta posizione.

## Video musicale
Il video musicale, diretto da Hype Williams, mostra principalmente The D.O.C., Snoop Dogg e Dr. Dre in guida a delle lowrider (riferimento al video della canzone Nuthin 'But a' G 'Thang, dall'album The Chronic). Nel video è presente anche un cameo di Eminem, che si può notare mentre insegue un gruppo di ragazze sulla spiaggia, nel momento esatto in cui Dre rappa "...kept my ear to the streets, signed Eminem, he's triple platinum, doing fifty a week". Verso la fine del video si può notare anche il rapper Xzibit che guida una macchina con gli altri. Shaquille O'Neal compare brevemente, seduto a bordo di una delle lowrider.

## Tracce
- CD singolo #1 (Regno Unito)[11]

1. "Still D.R.E." (LP Version) - 4:34
2. "The Next Episode" (featuring Snoop Dogg) - 2:42
3. "Still D.R.E." (Instrumental) - 4:34
4. "Still D.R.E." (Explicit Music Video)

- CD singolo #2 (Regno Unito)[12]

1. "Still D.R.E." (Radio Edit) - 3:54
2. "The Message" (featuring Mary J. Blige & Rell) - 4:13
3. "Still D.R.E." (Instrumental) - 4:34
4. "Still D.R.E." (Clean Music Video)

- Vinile 12"[13]

1. "Still D.R.E." (LP Version) - 4:34
2. "Still D.R.E." (Radio Edit) - 3:54
3. "Still D.R.E." (Instrumental) - 4:34
4. "Still D.R.E." (Acapella) - 4:34